# Monumento da Liberdade (Istambul)
O Monumento da Liberdade ou Monumento da Liberdade Eterna (em turco: Hürriyet Anıtı; Turco Otomano: Abide-i Hürriyet), localizado no distrito Şişli de Istambul, na Turquia, é um memorial em homenagem aos soldados mortos que defendiam o parlamento otomano contra as forças reacionárias monarquistas durante o contra-golpe de 1909, mais notavelmente no incidente de 31 de março.
As reformas Tanzimat, que começaram em 1839, juntamente com outros processos de liberalização subsequentes, foram fortemente combatidas pelos conservadores no Império Otomano. Eles esperavam reafirmar os poderes monárquicos do sultão Abdulamide II como monarca absoluto, mesmo que o próprio sultão chegou ao poder aceitando uma Constituição e abrindo o primeiro parlamento otomano, a Assembleia Geral do Império Otomano, em 1876, durante a Primeira Constituinte Era. O Parlamento foi suspenso em 1878 com o pretexto da Guerra Russa e Abdulamide II reinou como monarca absoluto por mais de 30 anos até 1908, quando o Parlamento retomou suas atividades na Segunda Era Constitucional, sob pressão das forças progressistas no Império. No entanto, uma revolta reacionária que começou em 13 de abril de 1909 (31 de março de 1325 AH no calendário Rumi) fez com que o processo democrático fosse interrompido novamente. Forças progressistas do "Hareket Ordusu" (turco para "Exército de Ação") que veio de Rumélia, sob o comando de Mamude, pediu o contragolpe em 23 de julho de 1909. Abdulamide II foi deposto pelo Comitê de União e Progresso, o principal partido constitucionalista, e enviado para o exílio em Salônica, então parte do Império Otomano.
O monumento foi inaugurado em 1911, no segundo aniversário do incidente de 31 de março. O complexo também abriga os túmulos de quatro notáveis oficiais otomanos de alto escalão, que foram transferidos para o local mais tarde. O monumento, visto hoje como um símbolo da modernidade, democracia e secularismo na Turquia, serve como local de algumas cerimônias oficiais e reuniões públicas.

## Design
O monumento está situado na colina mais alta, a 130 m acima do nível do mar, em Şişli, Istambul, chamado "Hürriyet-i Ebediye Tepesi" (literalmente Eternal Liberty Hill) e encontra-se hoje dentro de uma área triangular delimitada por três grandes rodovias entre Şişli e Çağlayan.
Foi projetado pelo renomado arquiteto otomano Muzaffer Bey, que ganhou o concurso arquitetônico relacionado. O monumento, construído entre 1909 e 1911 sob à forma de um canhão disparando no céu, é erguido sobre uma base triangular equilateral. Em cada lado da base de mármore, os nomes dos soldados que estão abaixo são esculpidos. No monumento, o tughra do sultão Maomé V Raxade é colocado. Ele está situado no centro de um parque com caminhos como uma estrela pentagonal cercada por um círculo que simboliza à estrela e crescente na bandeira otomana.

## Sepulturas

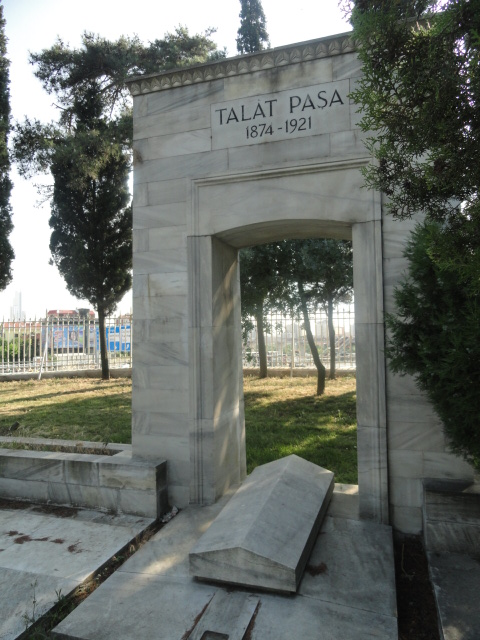
Túmulo de Mehmed Talat

No monumento, os 74 soldados mortos em ação no Incidente de 31 de março foram inicialmente enterrados com uma cerimônia de estado em 23 de julho de 1911.
Os restos dos quatro funcionários do alto escalão do Império Otomano foram enterrados aqui mais tarde também:
- Midhat Paxá, um dos principais arquitetos da primeira constituição otomana e Grande vizir, morreu exilado em Taif, na Arábia.

- Mahmud Shevket Paxá, comandante do Exército de Ação (Hareket Ordusu), que derrubou o contra-golpe, e depois o Grande vizir, foi assassinado em 1913.

- Mehmed Talat, ex-ministro do Interior e Grande vizir do Império Otomano, assassinado por Soghomon Tehlirian em 1921, cujos restos foram trazidos em 1943 de Berlim, na Alemanha.

- İsmail Enver, ministro da Guerra e vice-comandante em chefe das Forças Armadas Otomanas durante a Primeira Guerra Mundial, morto em ação no Turquestão russo, cujos restos mortais foram trazidos em 1996 de Ab-i Derya, hoje Tajiquistão.[3]